# Алдамбергенова, Гаухар Туремуратовна
Гаухар Туремуратовна Алдамбергенова (каз. Гаухар Төремұратқызы Алдамбергенова; род. 20 августа 1971, Джалагашский район, Кзыл-Ординская область, Казахская ССР) — казахстанский учёный, доктор педагогических наук (2010), профессор (2011). Ректор Казахского национального женского педагогического университета (с 7 сентября 2017 года).

## Биография
Родилась 20 августа 1971 года в Жалагашском районе Кызылординской области.
В 1995 году окончила Казахский женский педагогический институт по специальности учитель казахского языка и литературы.
В 1998 году в Алматинском государственном университете имени Абая защитила диссертацию «Пути овладения профессиональным казахским языком с помощью текстов» на соискание учёной степени кандидата педагогических наук.
В 2009 году защитила диссертацию «Основы нравственно-этического воспитания девушек в казахской народной педагогике» на соискание учёной степени доктора педагогических наук.
В 2011 году присвоено учёное звание профессор.

## Трудовая деятельность
Трудовую деятельность начала в 1988 году старшей пионервожатой средней школы Жалагашского района Кызылординской области.
С 1988 по 2001 годы — Учитель казахского языка в средних школах г. Алматы и Алматинской области.
С 2001 по 2016 годы — Старший преподаватель кафедры социально-гуманитарных наук, заведующая кафедрой социально-гуманитарных наук, доцент, профессор кафедры «Истории Казахстана и социальных наук», проректор по учебной и учебно-методической работе Казахской Национальной академии искусств имени Т.Жургенова.
В 2014 года — и.о. Ректора Казахской Национальной академии искусств имени Т.Жургенова.
С 2016 по 2017 годы — Первый проректор Казахской Национальной академии хореографии.
С 7 сентября 2017 года — Ректор Казахского национального женского педагогического университета.

## Научные, литературные труды
Автор более 100 научных статей, 2 монографий, 2 учебных пособий, 10 учебно-методических пособий и др.
Областью научных интересов являются педагогика, воспитание, морально-этическое взаимоотношение, казахский язык.
Проходила повышение квалификации не только в Казахстане, но и за рубежом: Россия, Азербайджан, Германия, Великобритания, Италия, Чехия, Турция и т.д.

## Награды и звания
- Указом Президента Республики Казахстан награждена орденом «Курмет»
- Медаль «20 лет Конституции Республики Казахстан» (2015)
- почётное звание «Лучший преподаватель вуза»
- почётное звание «Почётный работник образования Республики Казахстан» и др.